# ريتشارد وليامسون
ريتشارد وليامسون (بالإنجليزية: Richard S. Williamson) (و. 1949 – 2013 م) هو دبلوماسي من الولايات المتحدة الأمريكية . ولد في شيكاغو .
وهو عضو في الحزب الجمهوري .
توفي في إيفانستون ، إلينوي .

## التعليم
تعلم في جامعة برنستون، وUniversity of Virginia School of Law.